# Тяга (архитектура)

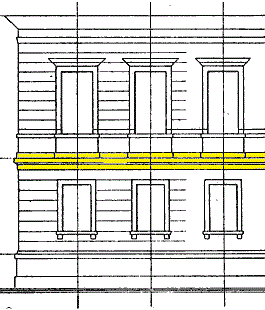
Тяга на фасаде здания выделена жёлтым цветом

Тяга или поясок — архитектурный элемент в виде горизонтального пояса или выступа (профилированный выступ), разделяющий стену по горизонтали или обрамляющий панно. 
Иногда профилированную декоративную тягу называют гуртом. Тяги используются для расчленения поля стены (например, для разделения этажей) и для обрамления панелей. При штукатурных работах тягами называют любые профилированные полосы из штукатурного раствора, сделанные с помощью протягивания шаблонов по прямой или криволинейной траектории.

## Технология
Профиль тяги обычно состоит из нескольких обломов, материалом служит штукатурка или камень. При использовании штукатурки, тяга изготавливается с помощью лекала, протягиваемого по слою штукатурки с использованием направляющих брусков, отсюда и происходит название.